# Mont Wakakusa
Pour les articles homonymes, voir Mikasa.
Le mont Wakakusa (若草山, Wakakusa-yama), aussi appelé mont Mikasa (三笠山, Mikasa-yama), est une colline culminant à 342 mètres d'altitude. Plusieurs sentiers permettent son ascension et ainsi d'apprécier le point de vue sur la ville de Nara depuis le sommet. Le panorama nocturne est particulièrement renommé.

## Géographie
Le mont Wakakusa est situé à Nara, au Japon, au-delà de l'extrémité orientale du Nara-kōen. Les temples bouddhistes du Tōdai-ji et le sanctuaire shinto de Kasuga-taisha, faisant partie des « monuments historiques de l'ancienne Nara » inscrits au patrimoine mondial de l'UNESCO, sont situés au pied du mont Wakakusa.

## Yamayaki

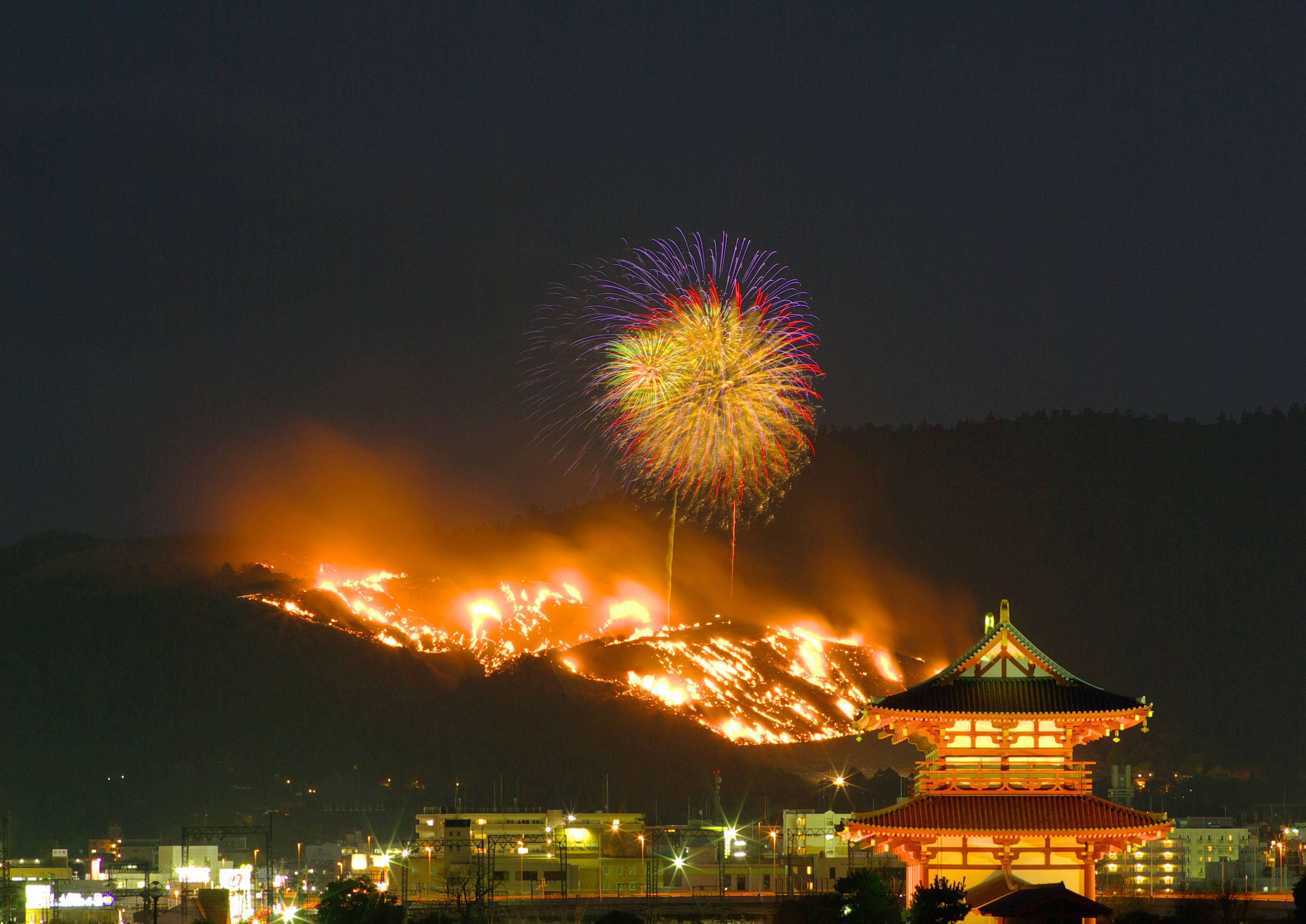
Cérémonie Yamayaki.

Le deuxième dimanche de janvier a lieu au mont Wakakusa une cérémonie autour d’un bûcher d’herbes. Les moines des temples de Nara mettent le feu aux herbes sèches de l'hiver. On allume d’abord une torche au sanctuaire de Kasuga-taisha, puis une procession de moines la porte dans un petit sanctuaire au pied de la colline. On fait alors brûler toute la colline.

## Période de visite
Afin de protéger l'herbe, le mont est fermé aux visiteurs du 22 juin au 11 septembre, et du 24 novembre au 19 mars.